# 텔키네스
텔키네스(Τελχῖνες, Telchines)는 그리스 신화에 등장하는 로도스섬의 정령들이다. 반수반인의 모습을 하고 있다. 야금의 방법으로 크로노스의 낫을 주조했다. 탈라사의 아이.
- 로도스섬에 오기 전엔, 포세이돈의 양육을 하고 있었다.
- 데우칼리온의 대홍수의 도래를 예견해, 로도스섬을 버리고, 이산했다.

## 테르키네스의 구성원
- 리코스

## 같이 보기
- 파우스트 제2부……고대 발푸르기스의 밤에 등장